# Северен пуду
Северният пуду (Pudu mephistophiles), наричан също еквадорски пуду, е вид средноголям бозайник от семейство Еленови (Cervidae).

## Разпространение
Среща се във високопланинските гори и влажни ливади на Андите в Колумбия, Еквадор и Перу на надморска височина 2000 до 4000 метра.